# Théorème de Liouville (approximation diophantienne)
Pour les articles homonymes, voir Théorème de Liouville.
En mathématiques, et plus précisément en théorie des nombres, le théorème de Liouville, démontré par  Joseph Liouville en 1844, concerne l'approximation diophantienne des nombres algébriques par les rationnels. Il montre que les nombres irrationnels algébriques sont « mal » approchés par les rationnels, au sens où les approximations rationnelles exigent des dénominateurs relativement grands. Il s'énonce comme suit :
Théorème — 
Soit α un nombre réel algébrique de degré d > 1. Alors il existe une constante A > 0 telle que  pour tout rationnel p/q (avec q > 0 et p entiers), on ait :
En 1844, Liouville en déduit les premiers nombres transcendants découverts, par exemple la somme des inverses des 
10n! ; ces nombres sont connus désormais sous le nom de nombres de Liouville.